# Stefanie in Rio
Stefanie in Rio ist eine deutsche Spielfilmromanze aus dem Jahre 1960. Unter der Regie von Kurt Bernhardt nimmt Sabine Sinjen ihre Titelrolle aus dem Film von 1958 wieder auf. Auch diesmal ist Carlos Thompson ihr Filmpartner.

## Handlung
Die Geschichte schließt direkt an den Film Stefanie von 1958 an: Stefanie hat mit ihren Liebesbemühungen gegenüber Pablo endlich Erfolg gehabt, und der Mann, der hinsichtlich seines Lebensalters gut ihr Vater sein könnte, beginnt ernsthaftes Interesse an ihr zu zeigen. Stefanies ältester Bruder Hannes, der Geschäftsfreund des gutaussehenden Brasilianers, ist noch immer nicht begeistert von dieser Liaison. Stefanie, inzwischen Vollwaise, will ihre Schule beenden, um im Anschluss daran mit ihrer großen Liebe zusammenzuleben. Während ihrer Abiturfete erklärt die nunmehr volljährige Stefanie auf Nachfrage des Schulleiters, was sie denn nun in ihrem zukünftigen Leben vorhabe, sie wolle heiraten. Ihren Gatten in spe, der vor beider gemeinsamer Zeit absolut nichts anbrennen ließ, hat der Teenager vor zwei Jahren zuletzt gesehen, da Pablo in der Zwischenzeit nach Rio de Janeiro zu seiner Familie zurückgekehrt ist. Nun aber steht er hupend vor der Schule, um sie für immer zu sich zu holen.
Jetzt hält Stefanie nichts mehr in Deutschland, und sie reist mit ihrem Traummann in dessen Heimatstadt. Hannes und Stefanies jüngerer Bruder  Andreas haben einige Bedenken, dass Pablo das eigentlich völlig unerfahrene Mädchen nach Brasilien mitnimmt, um dort mit ihr sein Leben zu verbringen. Und so reist Hannes den beiden nach. Denn Hannes, der sich seit dem Tod der Eltern für Stefanie verantwortlich fühlt, will erst dann seine Zustimmung zur Ehe geben, wenn er sich von Pablos Ehrenhaftigkeit überzeugt habe. In der Stadt am Zuckerhut lernt er Pablos Familie aber auch dessen eifersüchtige Ex-Freundin Isabella kennen, die das junge Glück unbedingt auseinanderzubringen versucht. Hannes verliebt sich in die heißblütige Isabella, während Pablo Stefanie seiner Familie vorstellt. Hannes, der von Isabelle für ihre hinterhältigen Absichten instrumentalisiert werden soll, stellt im Laufe seines Brasilienaufenthaltes fest, dass es Pablo ganz offensichtlich mit seiner kleinen Schwester ernst meint. Stefanie und Pablo müssen jedoch noch einige Hürden überwinden, bis sie endlich ihr Happy End erlangen.

## Produktionsnotizen
Die Dreharbeiten zu Stefanie in Rio fanden von Mai bis August 1960 in Rio de Janeiro (Außenaufnahmen) und Berlin (UFA-Atelier in Berlin-Spandau) statt. Der Film wurde am 20. September 1960 in Stuttgart uraufgeführt.
Für den Produzenten Dr. Heinrich Jonen war dies der letzte Film, er starb im Dezember 1960. Die Bauten stammen aus den Händen von Wolf Englert (Entwürfe) und Ernst Richter (Ausführung), die Kostüme schuf Helmut Holger. Fritz Schwarz sorgte für den Ton, Rolf Kästel hatte die Kameraführung unter Chefkameramann Klaus von Rautenfeld.

## Kritik
Aus der katholisch-moralinsauren Sicht des Jahres 1960 heißt es: „Das Spiel der schiefen Ehesicht wiederholt sich: Die Regie bietet Moral auf, um sie nicht ernst zu nehmen.“